# Casino de Mar del Plata
Casino Central, ubicado en la rambla homónima, es el casino más importante y famoso de Mar del Plata. Forma junto con el Gran Hotel Provincial un conjunto monumental proyectado durante el gobierno de Manuel Fresco en la década de 1930, siendo uno de los íconos principales de la ciudad.

## Descripción
El edificio que lo alberga fue proyectado por el arquitecto Alejandro Bustillo, y fue construido a gran velocidad entre el 15 de julio de 1938 y el 22 de diciembre de 1939 (fecha de su inauguración), durante la gobernación del conservador Dr. Manuel Fresco. El amoblamiento del mismo fue realizado por el mismo Alejandro Bustillo en colaboración del decorador francés Jean-Michel Frank, junto con la casa de decoración Comte.

El conjunto de la Rambla Bristol de Bustillo, o Rambla Casino, está formado por dos grandes edificios gemelos, de un estilo ecléctico, aunque con reminiscencias neoclásicas francesas (estilo Luis XIII), con frentes revestidos en piedra Mar del Plata, ladrillo visto y mansardas en pizarra francesa. Entre ambos se desarrolla una plaza seca, la plaza Guillermo Brown, que ostenta una estatua del almirante. La plaza se abre al mar en una amplia escalinata de piedra, flanqueada por dos famosas esculturas de dos lobos marinos, tallados por José Fioravanti, transformados con los años en íconos de la ciudad.

### Administración
El Complejo es administrado por la Provincia de Buenos Aires, aunque la Municipalidad de General Pueyrredón mantiene el reclamo histórico de administrar el Complejo, negado por los sucesivos gobiernos provinciales.